# Lincoln Park (Colorado)
Lincoln Park è un centro abitato (census-designated place) degli Stati Uniti d'America, situato nella contea di Fremont dello stato del Colorado. Nel censimento del 2000 la popolazione era di 3.904 abitanti.

## Geografia fisica
Secondo i rilevamenti dell'United States Census Bureau, Lincoln Park si estende su una superficie di 9,7 km².